# Jane Placide
Jane Placide, född 1804, död 1835, var en amerikansk skådespelare. Hon hade en framgångsrik karriär från 1820 till 1835. Hon var aktiv i New Orleans. 
Jane Placide var dotter till teaterdirektörerna Alexandre Placide och Charlotte Wrighten Placide, och syster till skådespelarna Caroline Placide, Henry Placide och Thomas Placide. Hennes föräldrar ägde Charleston Theatre fram till 1813. Hon blev liksom sina syskon skolade in i yrket från barndomen och uppträdde tidigt på scen. 
Hon gjorde sin formella debut som vuxen skådespelare år 1820 i Charles Gilferts Virginia Company som Volante i 'The Honey Moon'. Hon engagerades av James H. Caldwell i New Orleans engelskspråkiga teatersällskap, American Company på St. Philip Street Theatre (senare Camp Street Theatre), där hon debuterade 1821. Jane Placide blev den stora kvinnliga scenstjärnan för den engelskspråkiga publiken i New Orleans. Hon är särskilt känd för sina huvudroller i pjäser av Shakespeare, som Ofelia, Desdemona, Julia och lady Macbeth, men spelade också i komedier, som Mrs Candour 'The School for Scandal', och melodramer, som Mrs Haller i 'The Stranger' av Benjamin Thompson. Hon spelade mot en rad av USA:s då största scenstjärnor, som Thomas Abthorpe Cooper, Junius Brutus Booth och Edwin Forrest. 
Hon gifte sig aldrig, men hade i flera år ett förhållande med James H. Caldwell. Hon ska ha varit föremål för Edwin Forrests förälskelse, och han påstås ha utmanat hennes älskare Caldwell på duell för hennes skull.  Hon följde år 1834 med Caldwell på hans resa till London, där hon uppträdde på Covent Garden Theatre. 